# Протести у Вірменії (жовтень 2018)
Протестні демонстрації з приводу розпуску національних зборів Республіки Вірменії були проведені в столиці Єревані та інших місцях у Вірменії 2 жовтня 2018 року. Протести були відповіддю на голосування Національної Асамблеї з метою блокування прем'єр-міністра Нікола Пашиняна від розпуску парламенту та проведення виборів. Увечері його прихильники зібралися на проспекті Маршала Баграмяна і Карена Демирчяна, блокуючи будівлю Національної Асамблеї. Після схвалення Пашиняном розпуску в Ванадзорі та Ґюмрібули також розпочаті мітинги. 

## Передумови
Проєкт закону про внесення змін до Регламенту НЗ, підготовлений спільно членами фракції РПА Арпіною Ованнисян, Ваграмом Багдасарян та Андраником Арутюняном було подано на розгляд Національній Асамблеї 2 жовтня. Увечері Національна асамблея скликала позачергову сесію та прийняла законопроєкт, згідно з яким сесія Національної асамблеї вважатиметься перерваною, якщо сесія не відбулася через екстрені чинники. 

## Мітинг вулиці Баграмяна
На мітингу Нікол Пашинян підписав указ про розпуск міністрів, які представляють партії "Процвітаюча Вірменія" та партії "АРФД" зі своїх посад. Мгер Григорян, який представляє Процвітаючу Вірменію, вирішив залишитися в уряді Пашиняна. Віце прем'єр-міністр Мгер Григорян продовжуватиме залишатись на посаді за взаємною згодою  Ніколь Пашинян також повідомив, що на наступному засіданні уряду будуть звільнені губернатори цих партій . . У той же час АРФД оголосило про виведення своїх міністрів з уряду. Нікол Пашинян заявляє, що після того як ПАП та АРФД підуть у відставку, він звільниться з посади.